# 重光武雄
重光 武雄（しげみつ たけお、1921年11月3日 - 2020年1月19日）は、韓国の実業家。日本統治時代の朝鮮慶尚南道蔚山郡（現・蔚山広域市）出身の在日韓国人一世で、本名は辛 格浩（読み: シン・ギョッコ、朝: 신격호、英語: Shin Kyuk-ho）。ロッテグループ創業者。ロッテホールディングス名誉会長、韓国第5位のロッテ財閥元総帥。日本プロ野球の千葉ロッテマリーンズと韓国プロ野球のロッテ・ジャイアンツのオーナーも務めた。1980年代から1990年代にかけての日本のバブル経済時代には、アメリカのフォーブス誌選定の世界第3-4位の富豪になり、韓国人としては史上最高の富豪記録を達成したこともあった。故郷のための悲願であるロッテワールドタワーの夢は、2016年に実現し、2020年死去した。彼のロッテワールドタワーは、世界で最も高い建物のTOP5に入り、韓国で最も高い建物である。趣味は囲碁とゴルフ。

## 経歴
重光は1921年、日本統治時代の朝鮮（現・大韓民国）の慶尚南道蔚山郡郡三南面遁基里623に5男5女の長男として生まれた。戸籍上の生年月日は1922年10月4日。1939年に蔚山農業高等学校を卒業。老人が牛耳る故郷に未来はないと見切りをつけ、妻と娘を残したまま1941年に関釜連絡船に乗って所持金わずか83円（当時国家公務員の初任給は75円）で日本本土へ転居。重光も文学徒を夢見ていたので文学を専攻するつもりだったが、徴兵を避けるには工学の専攻が必要ということになり化学工学を専攻した。新聞・牛乳配達などをしながら、1944年までには早稲田実業学校及び早稲田高等工学校（現・早稲田大学）を卒業した。

### 事業の挫折と成功
しばらくしてから重光は、日本人の友人の勧めで切削油生産工場を設立し事業を開始する。戦時中の連合国の爆撃で建設したばかりの工場は全焼したが、アルバイトで働く学生時代の重光の誠実な性格を信じて5～6万円という多額を出資した日本人投資家は、稼働前に工場が爆撃で灰になっても重光を最後まで信じた。2週間後に太平洋戦争が終結すると、朝鮮の同胞は次々に朝鮮半島に帰還したが重光は日本に留まり、八王子にある農家の納屋で鍋を借りてヒマシ油を使った石鹸の製造を開始した。これが飛ぶように売れ、靴墨やポマードなどの生産を開始し、これもまた好評を博した。1946年5月に新工場『ひかり特殊化学研究所』を荻窪に立ち上げ、やはり石鹸やポマードの生産を開始。重光は1年半後に日本人投資家に借金を全額返済、感謝の気持ちで住宅1軒を贈った。
やがて進駐軍が持ち込んだチューインガムが人気を博しているのを見て、1947年にガム製造に乗り出すことになる。重光はガム事業における仲間の裏切りを乗り越え、1948年6月にひかり特殊化学研究所を株式会社ロッテと改称、代表取締役社長に就任する。ゲーテの若きウェルテルの悩みを愛読していた重光が主人公のシャルロッテより名前をとった。こうしてロッテのガムは人気を博し、重光は実業家として成功を収めた。1954年、サッカーW杯予選出場のために来日する韓国代表チームの支援活動を始める。のちに1964年東京オリンピックの韓国選手団を支援した。

### 祖国の観光業への参入
1965年の日韓基本条約によって両国関係が正常化し、1967年4月、重光も祖国に貢献するという信念を引っさげ韓国にロッテ製菓を設立。日本で稼いだ資金で一方的に韓国に投資した。なお、重光は韓国に進出する際に食品会社ではなく、重化学会社の設立を希望していたが石油化学事業は樂喜化學工業社が事業者になって断念した。製鉄業を朴正煕大統領に勧められたが、後に浦項綜合製鐵という半官半民の会社がやることになって製鉄業も諦めた。
やがて資源が乏しい韓国には観光立国づくりが必要になると考え、韓国には一流ホテルがなかったため将来性があると判断し観光業への参入を決めた。ホテル業の経験はなかったので世界各国にある一流ホテルを回って勉強し、国際観光公社（現在の韓国観光公社）が経営していた半島ホテルを買収した上で、日本の帝国ホテルをモデルにした38階建てのロッテホテルを建設することにした。ホテルは1979年に完成し成功を収め、1988年のソウルオリンピックの際には同ホテルに五輪組織委員会本部が置かれた。
こうした功績が評価され、1995年には観光産業分野では初めて金塔産業勲章を受章した。
1997年3月に釜山ロッテワールドがオープン。開館式のテープカットには日本の元首相4人が参加し、交遊の幅広さを示した。

### 野球との関わり
1969年、重光は親交のあった岸信介元首相による仲介で東京オリオンズ（現・千葉ロッテマリーンズ）のスポンサーとなったことから野球との関わりが始まった。球団名をロッテオリオンズとするが、球団経営は引き続き大映に委ねた。その後、大映の経営危機により1971年に正式にロッテオリオンズの経営権を譲り受けるが、オーナー職は球団の個人株主で大映経営時代の副オーナーだった中村長芳に委ねた。1972年に中村が退任して他球団の経営権を買収したため、重光が同年11月にロッテオリオンズのオーナーに就任した。しかし、重光は元来、野球よりサッカーが好きであったとも言われ、オーナー会議や球場にはほぼ姿を見せず、重光が現場を訪れたのは1973年7月11日の神宮球場での対日拓ホームフライヤーズ（現・北海道日本ハムファイターズ）戦や1984年8月25日の川崎球場での対西武ライオンズ戦など数度にとどまった。1982年、重光は韓国でプロ野球が発足する時に1975年結成していたアマチュア野球チームのロッテジャイアンツをプロチームにして参加した（以後はロッテジャイアンツの項目を参照）。

### 晩年
重光は2009年7月1日、創業以来務めてきたロッテグループ社長を退き、会長に就任。後任社長には佃孝之が就き、長男の宏之・次男の昭夫の二人は新たに設けられた副会長に就き、日本ロッテは宏之、韓国ロッテは昭夫が責任者となった。2011年に日本を離れ、韓国のソウルに居住。
2015年7月には代表権のない名誉会長に退いた。これは、同年7月27日に武雄が訪日し、2014年の取締役会で副会長を辞任させられていた長男の宏之の経営復帰と現職役員の解任、新たな執行役員の就任を要請し、宏之とともに社内イントラネットで挨拶したが、現役役員らが急遽臨時取締役会を開き、武雄の代表権剥奪と名誉会長就任を決議したことによる。
2015年12月、 妹の辛貞淑により、武雄の成年後見に関する審判請求をソウル家庭裁判所に申し立てられる。武雄は2009年より認知症であり正常な判断ができないという主張で、請求人には武雄の長女も名を連ねた。
2016年6月、会社資金が不当に創業者一族に流れているのではないかという疑惑により、ソウル中央地検により、韓国ロッテ本社のほか武雄の居室や次男昭夫の自宅などが家宅捜査され、同年7月には長女英子がキックバック疑惑で逮捕、8月には昭夫の側近の一人が自殺、同年10月には長男宏之、次男昭夫とともに武雄も在宅起訴される。
2017年、重光は次男の昭夫と共に勤務実態のない親族らに計500億ウォン（当時のレートで約52億円）台の給与を支払うなどしたとして横領、脱税などの罪に問われ、12月22日に韓国で懲役4年（求刑懲役10年）の実刑判決を言い渡され、2019年に刑が確定したが、健康上の理由から収監はされなかった。
2020年1月19日、ソウル市内の病院で老衰のため死去。98歳没。なお、重光の死により、1960年代に韓国の急速な高度経済成長（漢江の奇跡）を支えた10大財閥の創業者は全員世を去った。墓所は故郷である韓国蔚山広域市蔚州郡三同面屯基里に建立された。
日本国内の墓所は東京都大田区の池上本門寺で、戒名は威徳院岳翁日武大居士。

### 遺言
重光の死後、重光が意思決定能力に問題のなかった2000年3月、作成した直筆の遺言状が東京の事務所にある金庫から発見され、2020年6月11日に裁判所において、法定相続人の資格がある4人の子供の代理人が立ち会う中で開封された。そこでは自らの後継者を次男の昭夫と定め、長男の宏之についてはロッテホールディングスや韓国ロッテなどの実務、人事からは排除するよう求めたほか、他の家族についても経営には関与しないことを求めていた。この内容は、同年6月24日に昭夫よりロッテグループの日韓両役員に伝えられ公表された。

## 三つの経営原則
- 理解できていない事業にはいきなり手をつけないこと。
- 可能性がある事業を始める時は徹底的に調査をしながら準備するということ。
- 事業に失敗しても株主も経営者も誰も被害を受けない範囲で投資資金を借り入れること[11]。

## 韓国にて関わった会社
- 1967年4月、韓国にロッテ製菓(株)設立
- 1973年10月、ホテルロッテ(株)設立
- 1974年11月、ロッテ商社(株)設立
- 1978年12月、ハンミ食品(株)買収、ロッテチルソン飲料(株)設立
- 1978年2月、三江産業(株)買収、(株)ロッテ三江設立
- 1978年4月、(株) ロッテハム牛乳設立
- 1979年1月、ホナム石油化学(株)買収
- 1979年10月、(株)ロッテリア設立
- 1980年3月、ロッテ冷凍(株)設立、韓国フジフイルム(株)買収
- 1982年4月、ロッテジャイアンツ設立、大洪企画設立
- 1982年6月、ロッテ物産(株)設立
- 1983年6月、ロッテ中央研究所設立
- 1984年5月、ホテルロッテ釜山(株)設立
- 1985年5月、(株)ロッテキャノン設立
- 1987年3月、ロッテワールド設立
- 1994年10月、(株)コリアセブン買収
- 1996年10月、ロッテロジスティクス(株)設立
- 1996年11月、ロッテ割賦金融(株)設立
- 1999年6月、ロッテフレッシュデリカ(株)設立
- 2000年1月、ロッテドットコム(株)設立
- 2000年11月、モビドミ設立

出典：

## 受賞
- 1978年、大韓民国国民勲章無窮花章
- 1981年、大韓民国銅塔産業勲章
- 1995年、大韓民国金塔産業勲章

出典：

## 実業以外の役職
- 早稲田大学韓国総校友会役員[28]
- 社団法人在日韓国人本国投資協会顧問
- 社団法人韓日協会顧問

出典：

## 親族
- 妻：盧順和（ノ・スンファ）（1922-1951）- 最初の妻。武雄の朝鮮時代に内縁となり、長女をもうけたが、夫が単身渡日後死去[29][30]。
- 妻：重光初子（旧姓:竹森）（1927-）- 二番目の妻。日本人で、長男と次男をもうけた。生家とともにロッテグループの大株主[31]。韓国籍の武雄とは未入籍のまま長男を出産、その年に、ロッテの借家に住んでいた重光姓の夫婦と養子縁組して重光姓を得、その4日後に離籍して自身を筆頭者とする戸籍を作り、長男の出生届を提出、その後も武雄とは未入籍のまま、初台の3000㎡の豪邸に暮らす[30]。
- 妾：徐美敬（ソ・ミギョン）（1959-）- 三番目の妻。初代ミスロッテ（1977年）。次女をもうけた。武雄とともに一番町の高層マンションで暮らす[30]。
- 長女：辛英子（朝鮮語版）（シン・ヨンジャ）（1941-） - ロッテ百貨店共同創業者、ロッテ福祉財団理事長[32]。2016年7月7日、免税店の出店を巡るキックバック疑惑により横領罪で逮捕[33]。2017年1月19日、ソウル中央地裁より懲役3年が言い渡された[34]。
- 長男：重光宏之（辛東主） - 元ロッテ商事代表取締役社長、元ロッテ物産取締役副会長[35]。
- 次男：重光昭夫（辛東彬）[36]- ロッテホールディングス代表取締役会長、韓国ロッテグループ会長、千葉ロッテ球団オーナー、韓国釜山ロッテ・ジャイアンツオーナー。
- 次女：辛由美（シン・ユミ）（1983-）- ロッテホテル顧問。
- 弟：辛春浩（朝鮮語版）（シン・チュンホ）[37]- 韓国の食品ラーメンメーカー農心（代表商品:辛ラーメン）の創業者。
- 弟：辛宣浩（重光宣浩） - 日本の製麺メーカー　サンサス商事代表取締役社長
- 妹・辛貞淑 ‐ 2015年に武雄の成年後見に関する審判請求をソウル家庭裁判所に申し立て。武雄は2009年より認知症の傾向があったとする主張による。夫は系列広告会社「テホン企画」顧問。[38]
- 甥：辛東仁（朝鮮語版） - 元韓国ロッテ・ジャイアンツオーナー代行。